# 硬性憲法
硬性憲法（こうせいけんぽう）は、憲法に関する論考において改正の困難さで各国の（広義の）憲法を二つに分類した場合に、改正が困難な側に分類される憲法のこと。それ以外の憲法、すなわち改正が容易な側に分類されるものは軟性憲法（なんせいけんぽう）と呼ばれる。分類の基準は論考毎に異なる。
当初は改正の難易を分類の基準とはせずに、別の視点で憲法に関する論述に用いられていた。20世紀後半から21世紀初頭にかけての日本における用法の多くは、宮沢俊義が遅くとも1938年までに独自に定義した語義をその基礎としている。

## コモンロー・コンスティチューションと、制定された憲法との、対比
「硬性」憲法と「軟性」憲法の二種類で憲法を区分しての議論は、ジェームズ・ブライスが創案した
。
ブライスは、歴史的に新しく、他の法の上位となるものを硬性憲法とした

。
（Other constitutions, most of them belonging to the newer or Statutory class, stand above the other laws of the country which they regulate.)
ブライスは当時の各国の制度・憲法を分類したのではなく、歴史的なものも含めて制度・憲法（コンスティチューション）を分類している。
以下、ブライスにより記す。

### 命名の理由
ブライスによれば、コンスティチューション（制定された憲法すなわちConstitutional Lawに限定しない Constitution全般）を分類する際に、それまでのように、文書化されているか否か、で分けるのは不適切であり、コモンロー・コンスティチューション（コモンローを基とした法制度）であるか、それとも法律として立法された憲法（に基づく制度）であるか、で二分するのが妥当である。
コモンロー・コンスティチューションは国の歴史の中で自然に成長したものである。立法された憲法の場合は、そうではない。
しかし「コモンロー」の語を使った表現は、時が経つにつれて実態に合わなくなる。すなわち、コモンロー・コンスティチューションの下でも立法化される事項が増えていき、また立法された憲法を基にしていても解釈と飾り（Fringe）が増えていく。このため、両者の差は曖昧なものになる。そこで、両者の特性を表現する新しい語として、前者（コモンロー・コンスティチューション）を軟性憲法（Flexible Constitution：フレキシブル・コンスティチューション）、後者を硬性憲法（Rigid Constitution）と命名した。
そしてブライスによれば、19世紀末の欧州では、コモンローを基にするフレキシブル・コンスティチューションは、イギリスと、ハンガリーの古いものがあり、またイタリアは元は一文書の憲法だが、あまりに変更されているので、これに類する。
フレキシブル・コンスティチューションは、他の法と同じレベルにある。一方、硬性憲法は、立法・改正が通常法と異なっており、完全に上級（entirely superior）である。

### 軟性憲法（フレキシブル・コンスティチューション）
ブライスによれば、フレキシブル・コンスティチューション（あえてカタカナ書きのまま、日本語の「軟性憲法」との違いを示す）の安定性は、現実の歴史の分析によれば、形式の他に、社会的、経済的勢力の支えによる。歴史から判断して、フレキシブルであることは不安定（unstable）ということではない。改正に困難さがないことが、一部勢力による革命を防ぐのであり、英国の歴史がそれを示している。
人間の身体（Constitution）の強靱さを示すのは、急な激しい奮闘をしても後にダメージが残らないことであり、それこそが誇るべき点である。国家についても同じことが言える。フレキシブル・コンスティチューションは適応性を持ち、主な特徴を維持しつつ曲げたり改正することが可能である。
フレキシブル・コンスティチューションという制度の維持は、少数の高学歴特権者による権力と適合する（貴族政治）。衆愚政治には不適である。なぜなら、フレキシブル・コンスティチューションの理解は容易ではなく、高度な知識が必要だからである
。
フレキシブル・コンスティチューションが維持されるには、一般に、次の三つの条件のいずれかが必要である。
- 政治的教養のある正しい少数の手に主権があること
- 大部分の人々が継続的に政治に興味を持ち詳しいこと
- 大部分の人々が法的には主権を持つが、政府の細かい運営を熟達した少数に任せることに賛成していること

フレキシブル・コンスティチューションの終わりは、専制政治になるか、あるいは硬性憲法に移行することもある。

### 硬性憲法（リジッド・コンスティチューション）
ブライスによれば、硬性憲法は歴史的に新しいものであり、19世紀からは多くの国で採用されてきた。始まりは17世紀北米の植民地である。硬性憲法が生まれるのは、政治的権利を持つ市民がそれを守ろうとする動機で立法するとき、または連邦が作られるときがある。他には、
- 君主により、君主の都合のため、あるいは権力の乱用を防ぐために
- 解放された国で
- 新しい集団
- 連合をよりタイトな連邦にするとき（United States of North America等）

がある。
硬性憲法の改正には、主に次の四種類の方法がある。
1. 議会で、特殊な方法で
2. 改正のための特殊な会議体により
3. 各州の代表で決める
4. 直接投票

多いのは1に4をプラスした方式である。
硬性憲法の安定性は、相対的な改正の難しさによる。
硬性憲法を、それ以外と明確に区別できる特徴は、通常法に対する優越である。すなわち変更不可性である。また硬性憲法は定義が明確であり、安定している。硬性憲法は、それに対する違反を見つけやすい。
硬性憲法は普通の市民が理解できるものであり、政府に関することが書かれている。しかし、硬性憲法に全てが予期され網羅されることは無理であり、省略または曖昧さがあるものである。それらは次の三種類に大別できる。。
- 立法府が行政、司法、州の領域を侵すか？ →これに対しては、改正が必要となる。
- 立法府の権限を越えることか？ →これに対しては、立法するか、行政に任せるか
- 意味が疑わしい場合 →これに対しては、解釈、立法で対応される。それらは、実際のところ、硬い幹に生じたフレキシブルな、「やどりぎ」である。

ブライスによれば、硬性憲法は鉄橋のように堅固ではあるが、風雨を受け限界を超えてしまうと壊れて、革命・内戦となる可能性がある。風雨に相当する状況の変化への対策として、改正が必要になるものである。しかし、硬性憲法の場合、必要とされる多数を得るのは難しい。改正に対する反対派は、手の込んだ手続きという城壁の向こうで守りを固め、コミュニティの安全に必要な変更を避けることに成功するだろう。結果として、安全のための規定が危険なものとなる。
硬性憲法では、緊急のため拡大解釈（Extensive Interpretation）が必要であり、それは実際、言い抜けに等しいようなものとなる。それは衆望には軽い衝撃を与えるだろう。そのような拡大解釈が必要であるため、解釈権が誰にゆだねられるかが重要である。解釈はイギリス、アメリカでは法廷にゆだねられ、ローマ系では立法府にゆだねられる。スイスの最高裁は（19世紀に）純粋に政治的な事項（purely political cases）であるとして判決を拒否したことがある。
歴史の経験が示すところによれば、世論（public opinion）が強く立法の先導する方向を好むならば、法廷もそれを受けて、立法の結果を有効とする。このような状況は、新しい行政課題において発生しやすい。そこに危険はあるが、世論と確立した伝統だけが危険を防ぐ。コンスティチューションが硬性憲法であるならば、フレキシビリティは裁判官の心（the minds of the Judges）から、補充しなければならない

。

### デモクラシー（民主主義）と硬性憲法
ブライスによれば、フレキシブル・コンスティチューションの場合、相応の知識が必要であるため、直接に関係するのは、支配階級のみとなる。一方、硬性憲法の平明さは、行政の乱用から人々を守ると、思わせるものである。デモクラシーの原理では、多数派が理解、関与すべきであり、一文書となった憲法は理解しやすく、平均的な人が理解できる。すなわち、硬性憲法はデモクラシーにおいて利点が大きい。硬性憲法は、多数の人々が権利を守ろうとして現れることもある。

### 両制度の前途
ブライスによれば、硬性憲法は、既にある国では存続すると予想される。一方、フレキシブル・コンスティチューションから硬性憲法に移行する可能性については、連邦が形成される際には、硬性憲法が作られることが予想される。
もしイギリスが連邦となる場合（現在の英連邦がアメリカ合衆国のようになるか、あるいはスコットランドなどが連邦の州となる場合）には、硬性憲法が作られ、イギリスの議会の権限が弱まり、（主権の）一部については連邦に従うことになると予測された
。
新しい国でフレキシブル・コンスティチューションが生まれるのは、一つは、フレキシブル・コンスティチューションを持つ国が分裂するときで、かつ、それに執着するとき。あるいは革命などで、自然に政府ができあがるときである。

## ダイシーの考察
アルバート・ヴェン・ダイシー以降、改正規定に着目した用法が広まった。
ダイシーとブライスは同僚であり、友人であった。
ダイシーの次の文が知られている

。
「"フレキシブル"・コンスティチューションの下では、あらゆる法が、一つの機関によって同じやり方で変更できる」
「"リジッド"・コンスティチューションの下では、一般に憲法あるいは基本法として知られる特定の法が、通常の法と同じやり方では変更できない」
また、ダイシーは、「英国の議会主権の本質を説明する目的で、アメリカ合衆国を代表とする連邦制国家と比較する」として、
「連邦制は保守主義を生み出しがちである」、
「連邦制の場合には硬性憲法である必要がある」、
「連邦制の本質的な硬質性は、国民の心に、憲法中の規定は不変であり、いわば神聖な（sacred）ものであるという考え方を刻印する」
「連邦憲法中の方針信条（principle）は、しだいに迷信的な崇敬を集め、学問上の理論とは異なって、変更や批判から保護されるようになる」
と述べている
。

## 通説への批判
アレッサンドロ・パーチェによれば、通説による区別、すなわち、「硬性憲法は、軟性憲法と異なり、それが改正されるためには特別な改正手続を必要とする」という区別は、ダイシーがブライスの思考を誤解した結果である。
パーチェによれば、ダイシーは1814年のフランスの憲章等を軟性憲法としているが、その公布のために血が流されたこと等を考慮すれば誤りである。ダイシーは、オルレアン朝では、憲章の中に立法権の限界を定めた文言はなく、ゆえにイギリスと同じく議会が主権を持っていたことがイギリス人男性には明らかであるとした。パーチェによれば、これはダイシーの中のイギリス・イデオロギー文脈に起因する誤りである。
石澤によれば、改正手続きのみでの区別が通説となった原因は、ダイシー自身がブライスの論述を誤解したためではないとされる
。
浅井清によれば、改正手続きの規定によって軟性憲法と硬性憲法とに分類されるがごとく、普通には理解されているが、それは極めて皮相的な解釈であり、
ブライスの学説の真意はそれ以外の点（軟性憲法の弾力性等）にある、とされる。

## 用語について

### 別の表現
Voermansによれば、硬性憲法（リジッドな憲法）（英語: rigid constitution）と軟性憲法（フレキシブルな憲法）（英語: flexible constitution）の区別は、エントレンチ（英語: entrench）とノン・エントレンチの区別とも言われ、両者にニュアンスの違いはあるが、本質的には同じ事とされている。しかし、エントレンチは条項毎の属性となり得る。
現在、憲法に関連した英語の文献について、リジッドと表記されているもの、エントレンチと表記されているもの、いずれも多数見つけることができる。

### 視点による違い
アメリカ合衆国憲法についての、視点による論述の違いを例示する。
アメリカ合衆国憲法には多数の修正が存在する。このため、「アメリカ憲法が二〇〇年以上も続いたのは、弾力性がある『生きた憲法』だったからだ」「コモンロー的憲法は生ける憲法である」と述べている文献が存在する
一方で、1905年の論述ではあるが「アメリカ合衆国憲法は、南北戦争によるものを除き1804年以降は変更がなく、実質的には変更不可能で、リジッドである事実に疑問の余地はない」と主張する文献も存在する。
アメリカ合衆国憲法については、その修正方法（従来の規定を残したまま修正内容を修正条項として付け足していく）を考慮して、各論述を読み取る必要がある。

### 日本における用法
日本においても、前述のごとく、ある憲法を硬性憲法とするか軟性憲法とするかの区分の基準は一定していない。
また、ある憲法の一部に堅固に保護された条項がある場合に、それを分けて論述するかどうかも、一定していない。
日本の義務教育や入試問題においては、対応する教科書の記載が基準となっている。
一般には、その改正にあたり通常の法律の立法手続よりも厳格な手続を必要とする成文憲法が、硬性憲法とされ、それ以外が軟性憲法とされる。
またある論述では、硬性憲法か軟性憲法かの区別は、あくまでもそれぞれの国家における立法手続、法律の改正手続に比べて「形式的に」厳格な手続が要求されるか否かという点で区別される、とされている。
これに対して、「日本国憲法やアメリカ合衆国憲法など（主に成文憲法）は硬性憲法に分類される。一方、イギリス（不文憲法である）は軟性憲法であるほか、フランスやドイツなどヨーロッパ諸国は硬性憲法でも実質的に軟性である」とする論述がある。
しかし、アメリカ合衆国憲法については前述のように様々な意見が存在する。またドイツ連邦共和国基本法には永久条項が存在し、これについては、他のどの憲法とどのように比較しても硬性憲法と言える。

## 意義
日本における通説は次のとおりである。憲法には安定性が求められる一方、変化への適応も必要であり、この両者に応えるために硬性憲法という技術が考案された。あまりに改正が難しいと違憲的な運用の恐れが高まり、逆に改正がたやすいと憲法を保障できない
。

## 20世紀の日本における諸説
美濃部達吉の1926年の著書によれば、次の学説が示されている。
成文憲法を有する国においては、不文憲法の国と異なり、その改正が比較的困難であるのが普通である。そのため、学者によっては憲法を、硬性または固定制の憲法と、軟性または弾力性の憲法との二種類に区別する。
硬性憲法とは、普通の立法手段で変更できない憲法であり、成文憲法は通常これに属する。軟性憲法とは、普通の立法と同じ方法で変更できる憲法であり、通常の法律と形式的な区別がないか、あるいは区別はあっても改正手続きに差異がないものである。
しかし、両者は全くの反対のものではない。硬性憲法であっても国により改正の困難さは違いがあり、また慣習や判例や法令によって、形式的な改正がなくても憲法が自ら変遷することがあるのは避けられない。もう一方の軟性憲法も、実質が重要でありそれを尊重する感情があるため、固定制を持つ。要するに、硬軟の区別はただ程度の差である。（美濃部のこの論述は「改正が比較的困難」から導かれた内容である。）
浅井清の1929年の著作によれば、改正手続きの規定によって軟性憲法と硬性憲法に分類するという通説は皮相的な解釈で、誤りであるとされる。
宮沢俊義の1938年の著書によると、ブライスの定義は次の理由で不適切であるとされる。
ブライスの定義では、フレキシブル・コンスティチューションをリジッド・コンスティチューションに対立させているが、これは実質概念（実質的意味）の憲法と成文法となっている憲法を対立概念とする「恐れ」がある。したがって、不適切な用語である。（宮沢はブライスの提唱の概念は把握した上で、用語として不適切と主張している。）
宮沢は、以上の理由から、リジッド・コンスティチューションは通常の法律よりも強い形式的効力を持つ成文法となっているもの、一方のフレキシブル・コンスティチューションは通常の法律と同じ強さの成文法で憲法的規定であるもの、とする（浅井が誤りとした通説を正しい定義とする）のが「適当」であると主張した。（宮沢は後者の例は挙げず、また「憲法」と呼ばれる成文法はそもそも通常の法律よりも強いものだと、同文献で定義している。）
美濃部達吉の1948年の著書においては、
成文憲法を有する国においては不文憲法の国よりも憲法は容易に変更されない。この特質を言い表すために、ブライスは、憲法に硬性または固定性の憲法と軟性または弾力性の憲法の二種類があるとした、と解説している。そして、成文憲法／不文憲法という名称は不正確となるため、硬性憲法軟性憲法の名称を妥当としたのだ、と、ブライスの論述内容を紹介している。
樋口陽一の1992年の著書では、改正手続きによって硬性憲法と軟性憲法を区別する立場を取りつつ、「（成典になっている）形式的意味の憲法がなくとも、通常の立法手続きよりも厳格な手続きによって始めて変更可能となる法規範としての実質的意味の憲法が存在していれば、そこには硬性憲法があるといってよい」として、軟性憲法については述べられず、分類方法としてではなく、硬性憲法の概念が拡大されている。また、「硬憲法性」という用語を提示し、その範疇として、硬性憲法、堅固に保護された条項、憲法改正限界論、憲法制定権、および憲法の変遷について論述している。
小嶋和司は、諸説を四種類に大別し、宮沢の意図的な転用がその後の日本憲法学において基本となったことを指摘している。